# Ferdinandinische Kriege
Die Ferdinandinischen Kriege waren die Kriege zwischen Ferdinand I. von Portugal und den Königen des Hauses Trastámara um den Thron von Kastilien, nachdem Peter I. von seinem Halbbruder Heinrich II. im Ersten Kastilischen Krieg ermordet wurde; was ihn auf den Thron brachte.
Dabei wurde Portugal von England wegen der mächtigen Flotte, die die Portugiesen besaßen, unterstützt. England wollte damit die mit Frankreich verbündete gegnerische Flotte Kastiliens neutralisieren und Frankreich im Hundertjährigen Krieg schwächen. Frankreich dagegen unterstützte Kastilien, um die Absichten Englands zu unterbinden. Auf diese Weise wurden die Ferdinandinischen Kriege auch zu einem Nebenkriegsschauplatz der beiden Konfliktparteien, der auch nachher dort weiterging.

## Erster Krieg (1369–1371)
Der Beginn der Herrschaft von Ferdinand I. wurde gekennzeichnet von diesem Konflikt. Als 1369 der König Peter I. von Kastilien starb ohne männliche Nachkommen zu hinterlassen ernannte sich Ferdinand, Urenkel von Sancho IV. mütterlicherseits, Erbe des Thrones von Kastilien. Seine Rivalen waren Peter IV. von Aragon, Karl II. von Navarra und John of Gaunt, 1. Herzog von Lancaster, der seinen Anspruch damit begründete, dass er 1370 mit der ältesten Tochter Peters I., Konstanze, verheiratet war. Aber es war Heinrich von Trastámara, der Halbbruder von Peter I., der nach dem Tod Peters I. letztlich den Thron bestieg und auch als neuer König von Kastilien ausgerufen wurde. Trotzdem war der Anspruch Ferdinands I. gerechtfertigt, da Peter I. von Heinrich von Trastamara in einem Bürgerkrieg zwischen beiden nach der Entscheidungsschlacht von Montiel ermordet wurde.
Die daraus entstandene Konfrontation führte dazu, dass beide Gegner zwei militärische Kampagnen mit ungewissem Ausgang führten. Schließlich war es der Papst Gregor XI., der als Vermittler die Konfliktparteien zu Räson brachte.
Mehrere kastilische Adlige unterstützten dabei anfänglich die Ansprüche des Portugiesischen Königs. Es waren die Sympathisanten Peters I. Auch England unterstützte deswegen den König, weil sie in ihm die bessere Möglichkeit sahen, Heinrich II. zu stürzen. Dieser Krieg endete aber schließlich mit der Niederlage Ferdinands I., weil England nicht, wie erwartet, Truppen schickte zur Fortführung des Krieges. Zusätzlich fiel auch die letzte Hochburg der Sympathisanten Peters I. in Kastilien, die in Galicien war, als sie 1371 in der Schlacht von Porto dos Bois in der Nähe von Lugo besiegt wurden. Diese ungünstige Lage für Portugal führte deshalb zum Vertrag von Alcoutim.
Der Vertrag von Alcoutim von 1371, der die Nachfolge von Peter I. wiederherstellte, führte zur Anerkennung Heinrichs II. auf den kastilischen Thron und auch zur Heirat zwischen Ferdinand I. und Eleonore von Kastilien, die Tochter von Heinrich II. Dabei sollte der portugiesische König von Kastilien auch Grenzgebiete als Teil der Hochzeit erhalten, um so den Verlust seiner Ambitionen auf den kastilischen Thron kompensieren zu können. Doch bevor die Hochzeit stattfand, verliebte sich Ferdinand leidenschaftlich in Leonore Teles de Menezes, die Frau eines seiner Leute bei Hofe. Er annullierte deshalb die Heirat mit Eleonore und machte stattdessen sie zur Königin.
Obwohl es wegen dieses Ereignisses überall zum Aufruhr kam, führte dieses Ereignis trotzdem nicht zum Krieg. Heinrich II. beschloss nach einiger Zeit die Entscheidung des portugiesischen Königs zu respektieren unter der Bedingung, dass er die in der Hochzeit versprochenen Gebietsabtretungen an Portugal aufgeben sollte. Ferdinand I. willigte ein und die Veränderung des Vertrages wurde verabschiedet. Daraufhin vermählte Heinrich II. seine Tochter mit dem König Karl III. von Navarra.

## Zweiter Krieg (1372–1373)
Der Frieden wurde allerdings von John of Gaunt zerstört, der Ferdinand I., auch der Schöne oder der Unbeständige genannt, in einem geheimen Vertrag überzeugen konnte, sich mit ihm zusammenzutun, um Heinrich II. vom Thron zu stürzen.

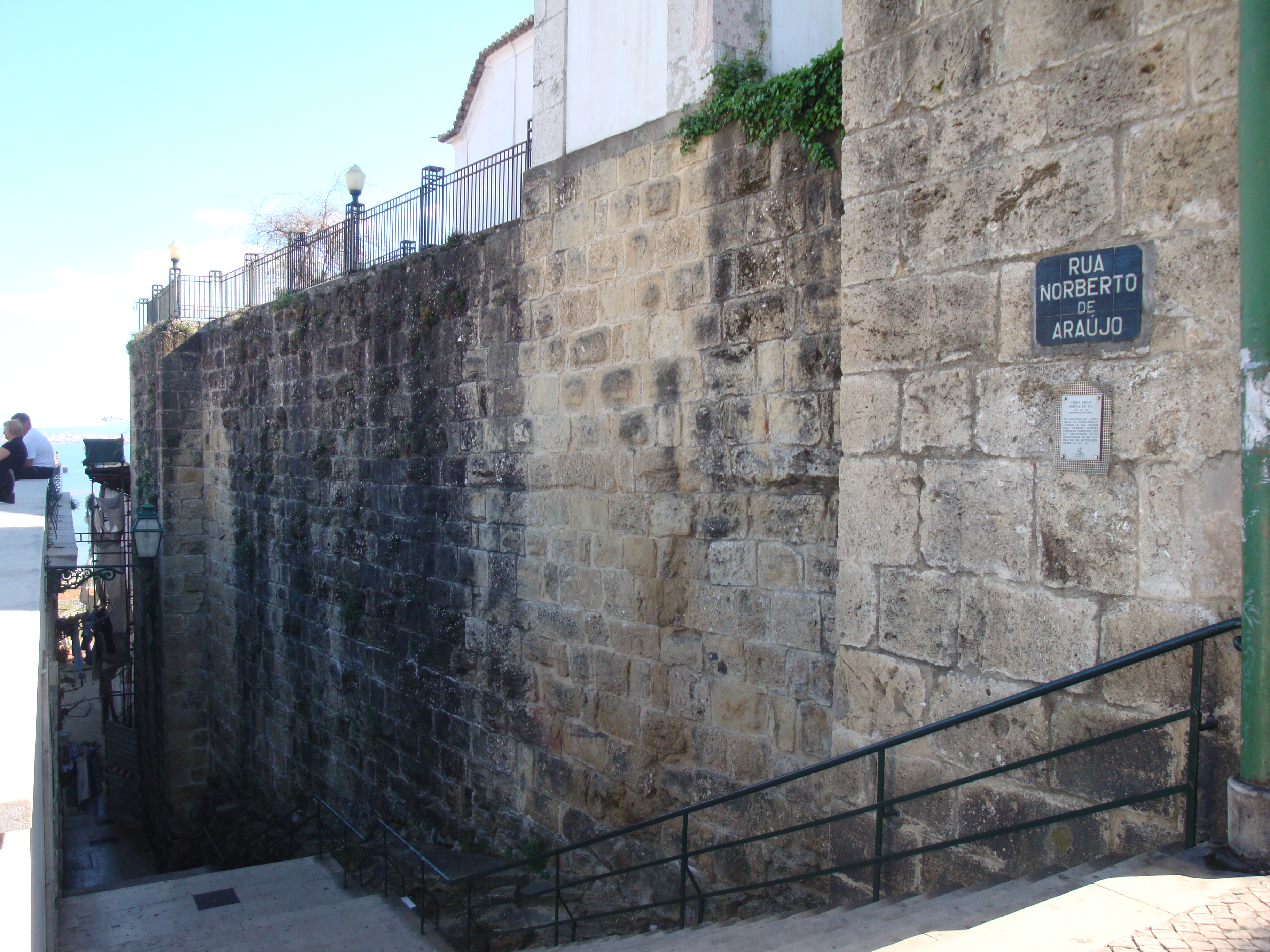
Ferdinandinische Mauer in Lissabon (Foto: 2010)

Kastilische Adlige und Verbündete Peters I., die nach dem ersten Krieg nach Portugal flohen, griffen daraufhin Galicien an mit dem Vorsatz, den kastilischen König von dort aus angreifen zu wollen. Es gelang ihnen auch, aber die Überlegenheit Heinrichs II. war dennoch unumstritten. Er besiegte sie erneut. Daraufhin griff Heinrich im Dezember 1372 Portugal mit einer Armee erfolgreich an und erreichte überraschend Lissabon. Kurze Zeit später erreichte auch die kastilische Flotte die Hauptstadt des Reiches und besiegte Anfang 1373 die dort stationierte Flotte Portugals in der Seeschlacht von Lissabon. Währenddessen war es für England unmöglich, Verstärkung zu schicken wegen der Niederlage von La Rochelle im Hundertjährigen Krieg im vorigen Jahr. So konnte Heinrich II. unter diesen für ihn günstigen Umständen dem Portugiesischen König daraufhin den Vertrag von Santarem im Frühjahr 1373 aufzwingen.
Dieser Vertrag bedeutete das Ende der Sympathisanten Peters I. und des entsprechenden Widerstandes gegenüber Heinrich II. in Portugal. Heinrich II. zwang dem König von Portugal die Vertreibung der Peter-Sympathisanten auf und auch ein System von Heiratsallianzen zwischen beiden auf Kosten des Herzogs von Lancaster und England. Um sicherzugehen, dass Ferdinand I. dies auch umsetzen würde, mussten sehr wichtige Leute Portugals bis dahin als Geisel bei Heinrich II. bleiben, darunter auch der Admiral Lanzarote Pessanha und Juan Alfonso Tello, der Bruder der Königin. Dasselbe galt für mehrere Ortschaften Portugals. Nach der Durchsetzung wurden die Geiseln und die Ortschaften zurückgegeben. Dieser Vertrag bedeutete auch das Ende der Peter-Sympathisanten in Portugal und damit auch ihre Hoffnungen, Heinrich II. zu stürzen.
Eine weitere Konsequenz dieses Krieges war der Bau einer neuen Mauer für Lissabon. Man nannte sie später die Ferdinandinische Mauer. Sie wurde gebaut, weil dem portugiesischen König durch diesen Krieg bewusst wurde, dass der Schutz der Stadt vor den Kastiliern verbessert werden musste. Der Bau begann im September 1373 und wurde dann im Jahr 1375 fertiggestellt.

## Dritter Krieg (1381–1382)

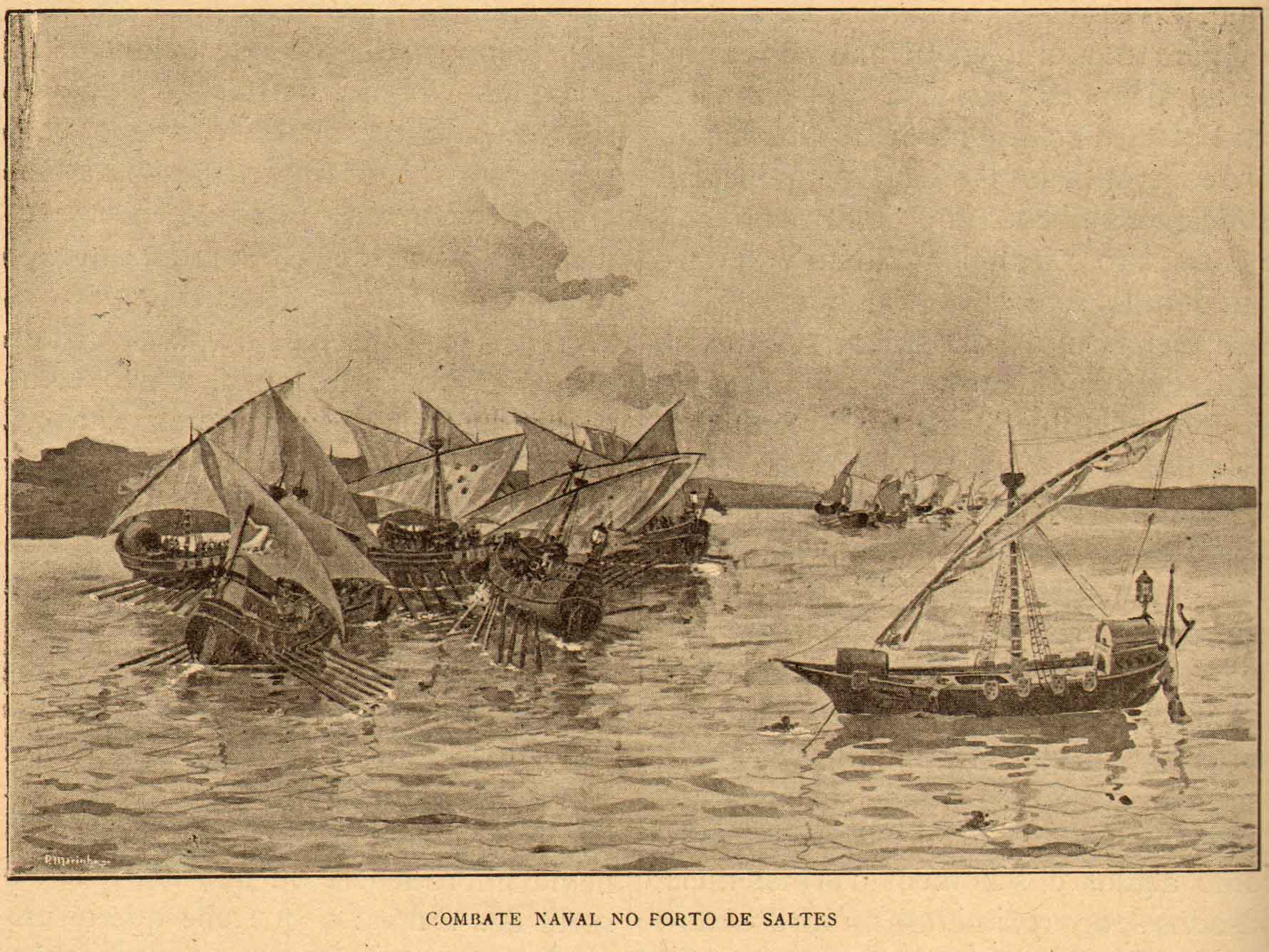
Die Seeschlacht vor Saltés (1381)

Als Heinrich II. 1379 starb, verlangte der Herzog von Lancaster erneut seine Rechte gegenüber dem kastilischen Thron und fand 1380 mit der Hilfe von Juan Fernández de Andeiro erneut einen Verbündeten in Ferdinand I., der seine vorherigen Niederlagen in den vorherigen Kriegen rächen wollte und durch den Tod Heinrichs II. die Gelegenheit sah, sein Vorhaben zu verwirklichen. Gemäß dem daraufhin vereinbarten Vertrag sollte Portugal Kastilien angreifen, wobei England dieses Mal direkt das Königreich Portugal mit einer Armee von 2.000 Mann unterstützen sollte, wobei die Hälfte von ihnen aus den gefürchteten englischen Bogenschützen bestehen sollten. Diese Armee sollte dann angeführt werden vom Earl of Cambridge. Alle waren bereit diesen Vertrag zu erfüllen.
Ermutigt durch diese Perspektiven machte Ferdinand I. die Vorbereitungen, um Kastilien mit den Engländern anzugreifen und unternahm bereits dafür die ersten Angriffe auf das Land. Allerdings behandelte später der Herzog und seine Truppen den portugiesischen König genauso schlimm wie seine Feinde, als die Armee in Lissabon landete, während die portugiesische Flotte die kastilische bekämpfen wollte. Sie plünderten und töteten gegenüber ihren Verbündeten und der Herzog ließ es zu. Zusätzlich wurde die portugiesische Flotte unter dem Kommando von Alfonso Tello von der kastilischen Flotte unter dem Kommando von Fernando Sánchez de Tovar vor Saltés (1381) vernichtend geschlagen. Dies führte bis auf Weiteres zur unwiderruflichen Oberhoheit Kastiliens auf See, die Tovar auch nutzte, um Lissabon im Frühjahr 1382 später von See aus zu belagern und anzugreifen. So kam es wegen der für Portugal dadurch entstandenen, ungünstigen, militärischen Lage und wegen des Benehmens des Herzogs von Lancaster und seiner Truppen gegenüber Ferdinand I. und den Portugiesen einerseits zum Aufstand gegenüber den englischen Truppen, die dann dezimiert und vertrieben wurden, und andererseits auch 1382 zum späteren Vertrag von Badajoz zwischen Portugal und Kastilien, der ein Jahr später endgültig unterzeichnet wurde.
Die Friedensbedingungen in dem Vertrag, der mit Hilfe von Juan Fernandez de Andeiro zustande kam, besagten, dass Beatrix, die Erbin von Ferdinand I. von Portugal, sich mit dem Sohn Heinrichs II. und jetzigen Königs, Johann I. von Kastilien, dem seine Frau kürzlich gestorben war, vermählen sollte als Gegenleistung für den Rückzug aus Portugal. Die Friedensbedingungen wurden willentlich vom bereits sterbenden portugiesischen König und seiner Frau erfüllt aufgrund der vorherigen Handlungen der Engländer. So fand die Heirat schließlich am 14. Mai 1383 statt. Diese Heirat aber bedeutete auch de facto die Annektierung des Königreichs Portugals durch Kastilien, obwohl er auch Klauseln beinhaltete, die das verhindern sollten. Sie wurde daher vom Portugiesischen Adel abgelehnt. Dies sollte schließlich nach dem Tod Ferdinands I. am 22. Oktober 1383 zu Konsequenzen führen.

## Konsequenzen
Die Kriege führten nach dem Tod von Ferdinand I. zur Portugiesische Revolution von 1383, als der portugiesische Adel mit Unterstützung Englands erfolgreich die Annektierung Portugals durch Kastilien mit Glück verhindern konnte. Dieser Krieg, der der letzte Stellvertreterkrieg zwischen England und Frankreich in Portugal war, endete damit, dass Johann von Avis, ein unehelicher Sohn Ferdinands, von den Portugiesen zum neuen König von Portugal ausgerufen wurde, was zur Begründung der Dynastie Avis führte. England scheiterte beim letzten Versuch von John of Gaunt in diesem Krieg, den kastilischen Thron zu erringen. Die trug zum Ende der 1. Phase des Hundertjährigen Krieges bei, weil die Engländer ihre ungünstige Situation im Krieg nicht mehr wenden konnten und den Großteil ihrer Besitztümer in Frankreich aufgeben mussten.